# Nikyatu Jusu
Nikyatu Jusu is een Amerikaans scenarioschrijver en regisseur, afkomstig uit Sierra Leone. Ze is tevens assistent-professor in "Film & Video" aan de George Mason-universiteit.

## Biografie
Nikyatu Jusu werd geboren in Atlanta (Georgia), haar ouders Hannah Khoury en Ronald Jusu waren afkomstig uit Sierra Leone. Ze studeerde aan de Duke University in Durham (North Carolina) met de bedoeling om biomedisch ingenieur te worden. Een onverwachte ontmoeting met een professor scenarioschrijven introduceerde haar in de wereld van het filmmaken en ze veranderde haar focus. Jusu studeerde in 2005 af met een Bachelor of Arts in "film/cinema/videostudies". Ze studeerde later verhalend filmmaken aan de Tisch School of the Arts van de New York-universiteit en behaalde in 2011 een Master of Fine Arts-graad in "film/cinema/videostudies". 
Jusu's werken centreren de complexiteit van zwarte vrouwelijke personages en in het bijzonder ontheemde immigrantenvrouwen in de Verenigde Staten. Ze werd bekend met haar korte film Suicide By Sunlight, die in 2019 in première ging op het Sundance Film Festival.
Het script van haar speelfilmdebuut Nanny werd geselecteerd voor de 2019 Sundance Institute Creative Producing Labs & Summit, het 2020 Sundance Screenwriter's Lab, het 2019 IFP Project Forum en was een van de 35 projecten die werden geselecteerd voor de Creative Capital Awards 2020. De film ging op 22 januari 2022 in première op het Sundance Film Festival in de U.S. Dramatic Competition.

## Filmografie
- 2022: Nanny (regie en scenario)
- 2019: Two Sentence Horror Stories (televisieserie, 1 aflevering)
- 2019: Suicide By Sunlight (korte film, regie en scenario)
- 2015: Flowers (korte film, regie en scenario, samen met Yvonne Shirley)
- 2011: Black Swan Theory (korte film, regie en scenario)
- 2010: Say Grace Before Drowning (korte film, regie en scenario)
- 2007: African Booty Scratcher (korte film, regie en scenario)

## Prijzen en nominaties
De belangrijkste:
| Jaar | Prijs                        | Categorie                                                                 | Film                      | Uitslag  |
| ---- | ---------------------------- | ------------------------------------------------------------------------- | ------------------------- | -------- |
| 2016 | American Black Film Festival | Beste korte film                                                          | Flowers                   | Gewonnen |
| 2010 | DGA Student Awards           | Prijs van de jury - Best African American Student Filmmaker - East Region | Say Grace Before Drowning | Gewonnen |
| 2007 | DGA Student Awards           | Honorable Mention - Best African American Student Filmmaker - East Coast  | African Booty Scratcher   | Gewonnen |